# Estação Bay (TTC)
Bay é uma estação do metrô de Toronto, localizada na linha Bloor-Danforth. Localiza-se no cruzamento da Bloor Street com a Bay Street, um movimentado centro comercial, financeiro e turístico. O nome da estação provém da Bay Street, a principal rua norte-sul servida pela estação. Bay possui o nome secundário, não-oficial, de Yorkville, proveniente do bairro onde a estação está localizada. Yorkville foi um nome utilizado, em conjunto com Bay, no início do planejamento da linha Bloor-Danforth, e apareceu até mesmo em alguns mapas publicados. Até os dias atuais, as paredes da plataforma da estação possuem "Bay" inscrito em grandes letras, com um "Yorkville" menor escrito por baixo. Bay não possui um terminal de ônibus integrado, e passageiros da 6 Bay, a única linha de ônibus do Toronto Transit Commission que conecta-se com a estação, precisam de um transfer para poderem transferirem-se da linha de superfície para o metrô e vice-versa.
Bay possui um segundo nível, Lower Bay, com plataforma central, que é fechada ao público e não utilizada para o transporte regular de passageiros. Isto se deve ao fato que a Bay foi utilizada por seis meses como uma estação de conexão, em 1966 como parte de um experimento do Toronto Transit Commission com rotas que incluíam ambas as linhas Yonge-University-Spadina e a recém-fundada Bloor-Danforth. A Lower Bay desde então foi fechada ao público, e é utilizada primariamente como cenário de estações de metrô do mundo, (primariamente Nova Iorque), em gravações de filmes.